# Robinson (單曲)
《Robinson》，是日本樂團SPITZ的第11張單曲。1995年4月5日發行。是SPITZ的成名曲和代表作之一，也是他們迄今銷量最高的單曲。

## 簡介
歌名「Robinson」來自於草野正宗去泰國旅遊時看到一間叫「Robinson Department Store」的百貨店，當時草野就有意將「Robinson」作為下張單曲的預定名稱（與許多人以為的英國小說《魯濱遜漂流記》無關）。單曲發表之前，樂團曾打算將《我的全部》作為A面曲；但經宮島哲博建議後，改為《Robinson》作A面曲，《我的全部》作c/w曲。
單曲發售的兩日前，《Robinson》被用作富士電視台節目《今田耕司的澀谷系蘋果內幕》的片尾音樂。單曲初登場首週銷量4.2萬張，週榜排行第9名。但是這首描寫若有若無的愛情、節奏輕快的民謠風格歌曲很快成為大眾話題，而且在銷量上顯示出強勢的後勁。發售一個月後登上週榜第4名，是《Robinson》在Oricon公信榜的最高位置。直至SPITZ的下張單曲《淚光閃爍☆》發售前（1995年7月7日），《Robinson》都一直高踞於Oricon公信榜前十名。
Oricon公信榜統計單曲總銷量高達162.4萬張，是SPITZ首張銷量過百萬的單曲（之前發行的單曲《定能飛向天空》雖然最終總銷量也破百萬，但那是等到1996年才正式達成）。是Oricon公信榜最高排行第4名及以下的單曲中最終銷量最高的單曲。這首歌的大成功也事SPITZ躍升為一線樂團。至今《Robinson》仍是SPITZ銷量最高的單曲。
2001年《Robinson》又被用作麒麟飲料的午後紅茶廣告歌。

## 收錄曲目
1. Robinson（ロビンソン）
作詞、作曲：草野正宗；編曲：笹路正德&SPITZ
2. 我的全部（俺のすべて）
作詞、作曲：草野正宗；編曲：笹路正德&SPITZ